# Die Vagina-Monologe

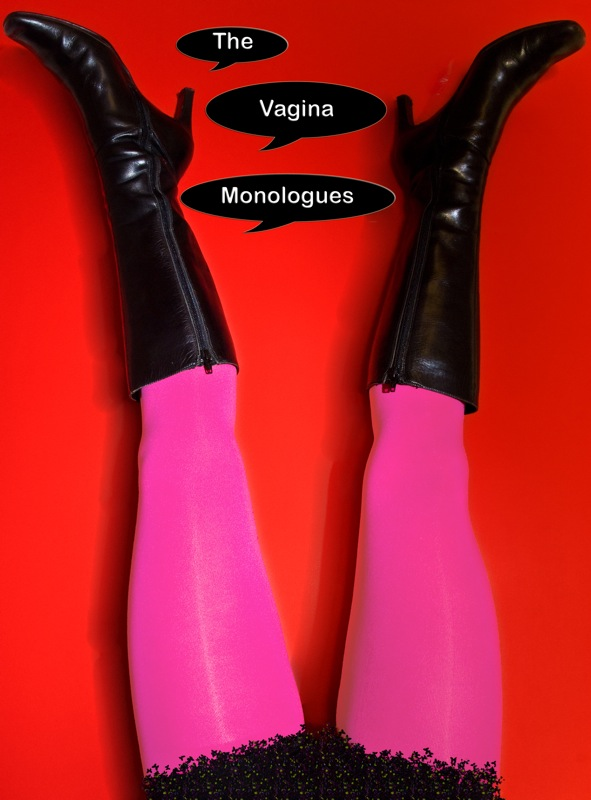
Poster Vagina Monologues

Die Vagina-Monologe (englischer Originaltitel: The Vagina Monologues) ist ein Theaterstück, das auf dem gleichnamigen Buch der New Yorker Theaterautorin Eve Ensler basiert.

## Inhalt
Aus rund 200 Interviews mit verschiedenen Frauen hat Eve Ensler eine Episodensammlung von Monologen zusammengestellt. So reichen die Beschreibungen von einer Vergewaltigung in Bosnien über die ersten sexuellen Erfahrungen einer Dreizehnjährigen bis hin zu Erzählungen einer über 70 Jahre alten Frau. Die einzelnen Monologe sind dabei von unterschiedlichem Tenor, mal ernst, poetisch oder humoristisch, und wurden immer wieder aktualisiert.
Ensler nennt ihr Stück „eine anthropologische Untersuchung“, die erotische Fantasien von Frauen, deren Leidenschaft und Begehren, aber auch Enttäuschung, sexuellen Missbrauch und Gewalt einschließt. Für Eve Ensler ist Gewalt gegen Frauen ein zentrales Thema. Mit den Aufführungen wird weltweit Geld für Frauenprojekte und gegen Gewalt gesammelt. 1998 initiierte Eve Ensler den V(agina)-DAY als Aktionstag gegen Gewalt an Frauen (victory over violence), meist am 14. Februar, dem Datum des Valentinstages.

## Inszenierungen
Ende 1996 führte Eve Ensler selbst das Stück als Solo-Performance erstmals im the HERE Arts Centre, einem kleinen Theater in New York, auf. Dort sah es David Stone, ein Produzent großer Broadway-Shows, der es in ein Off-Broadway-Theater brachte, wo es dreieinhalb Jahre gespielt wurde. Inzwischen ist The Vagina Monologues berühmt. Eve Ensler wurde dafür mit zahlreichen Preisen ausgezeichnet, darunter 1997 mit dem Obie Award. Viele prominente Frauen haben in verschiedenen Aufführungen mitgewirkt. Meist bei Benefizvorstellungen lasen unter anderen Whoopi Goldberg, Alanis Morissette, Glenn Close, Melanie Griffith, Winona Ryder oder Calista Flockhart aus dem Buch vor. Brooke Shields und Andrea Martin führten The Vagina Monologues am V-Day 2001 in New York auf. Auch die Ehefrau des früheren New Yorker Bürgermeisters Rudy Giuliani, Donna Hanover, wollte in einem Stück auftreten, sagte dann aber kurzfristig aufgrund von familiären Problemen ab.
Die deutsche Erstaufführung fand im Juni 1999 am Staatstheater Stuttgart statt, das auch die deutsche Übersetzung vorangetrieben hatte. In verschiedenen Inszenierungen in Berlin seit 2001 wirkten prominente Schauspielerinnen mit, darunter Hannelore Elsner, Katja Riemann, Ulrike Folkerts, Esther Schweins, Iris Berben und Sonja Kirchberger. Regie führte die Schauspielerin Adriana Altaras. Über das Bühnenstück, das als umstritten galt, schrieb Henrike Thomsen 2000 in einer Rezension im Magazin Der Spiegel:

„Weil die Monologe so komisch und emotional sind, wird ihr intellektueller Gehalt leicht übersehen. Dabei schlagen sie eine Brücke zwischen populärer Unterhaltung und anspruchsvollem Nachdenken über Sexualität. Die Betonung der Vagina fordert implizit die großen Sexualtheorien von Freud und Jacques Lacan heraus.“